# Keykode

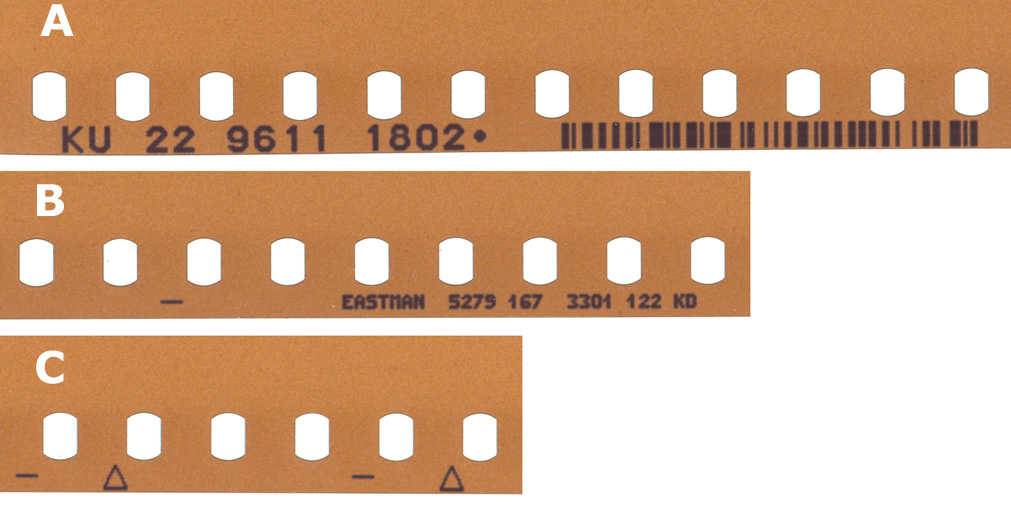
Immagine di un frammento di pellicola 35mm non esposta e sviluppata. Si tratta di strisce ritagliate dallo stesso negativo, sovrapposte per semplicità. (A) Numero Keykode in forma leggibile (il numero all'estrema destra si incrementa di uno per ogni 16 fotogrammi in 35mm e ogni 20 in 16mm) e in codice a barre. (B) All'interno dei 16 fotogrammi è visibile l'indicazione di identificazione. (C) Simboli per il codici della data. Questo negativo è del 1997. ATTENZIONE: le lettere "A", "B" e "C" NON fanno parte del Keykode e sono aggiunte qui solo per esempio.

Il Keykode è un sistema di marcatura dei fotogrammi di una pellicola cinematografica della Eastman Kodak Company, inventato nel 1990 come evoluzione del numero di metraggio. È composto da lettere, numeri e simboli posti a intervalli regolari lungo i bordi della pellicola, sia in 35 che in 16 mm, per permettere l'identificazione univoca di ogni fotogramma.
Il Keykode è in effetti un sistema di timecode progettato per la pellicola.

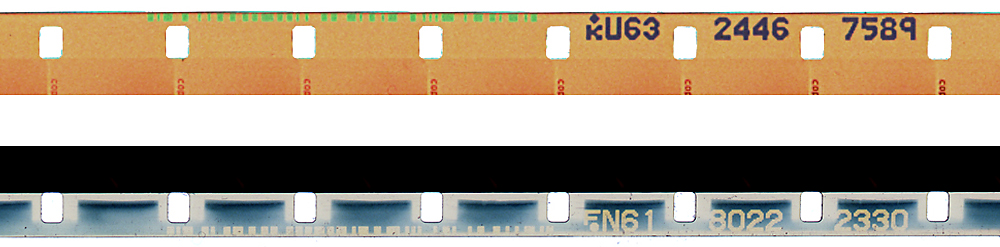
Queste due immagini mostrano il Keykode Eastman e il codice MR Fujifilm (in basso). Lo spezzone Fuji è di una pellicola positiva da stampa, ma mostra i codici stampati dal negativo. Non sono visibili le informazioni del fabbricante, ripetute, sulla pellicola 16mm, ogni 80 fotogrammi. Si noti come il contrassegno del fotogramma chiave sia posto sopra il primo carattere, per via della dimensione minore della pellicola. Sia il codice a barre che quello leggibile fanno riferimento al fotogramma contrassegnato.

## Numeri di metraggio
I numeri di metraggio sono numeri di riferimento impressi sul bordo della pellicola, ad un intervallo predeterminato:
- 64 perforazioni (16 fotogrammi) sulla pellicola 35 mm.
- 20 perforazioni sulla pellicola 16 mm.

Possono essere impressi sia tramite inchiostro o, è il metodo più diffuso, che come immagine latente, visibile solo dopo lo sviluppo.
I numeri di metraggio servono a diversi scopi: come riferimento univoco per i fotogrammi, ma anche per identificare il tipo di emulsione e il lotto di fabbricazione. Durante la stampa delle copie di lavorazione, i numeri vengono trasferiti sulla pellicola positiva e, una volta finito il montaggio, i numeri di riferimento sulla copia sono identici al negativo originale, che può a questo punto essere tagliato e stampato per ottenere la copia finale.
Anche i laboratori possono imprimere una loro numerazione, di solito con inchiostro giallo, per le loro lavorazioni. Un flusso di lavoro piuttosto comune consiste nella stampa a bordo pellicola dello stesso timecode della traccia audio, in modo che i due valori siano identici.
Con l'avvento del montaggio non lineare, si è generata l'utilità di un numero di metraggio leggibile a macchina in grado di essere trasferito sui computer per il montaggio e di fungere da guida per il taglio del negativo, producendo una lista di riferimento in maniera automatica.
Questa è stato ottenuto tramite il codice a barre USS-128 congiuntamente a un numero stampato, in grado di contenere tra l'altro molte più informazioni del numero di metraggio classico. Il cosiddetto Keykode consiste in 12 caratteri seguiti dalla stessa informazione in codice a barre.

### Struttura del Keykode
Esempio di un codice Keykode:
KU 22 9611 1802
- Le prime due lettere sono il codice del fabbricante (K=Kodak, F=Fuji) e il tipo di emulsione, identificato da una lettera univoca (in questo caso U=5279).
- I successivi sei numeri sono l'identificazione del rullo di pellicola. Sulle pellicole Kodak è un numero costante mentre su quelle Fuji incrementa questo numero quando il numero di fotogramma supera il 9999.
- Gli ultimi quattro numeri sono il numero di fotogramma, che avanza di uno ogni 16 fotogrammi in 35 mm e ogni 20 in 16 mm. I computer leggono i fotogrammi tra due fotogrammi chiave aggiungendo due cifre (indicate da trattini sulle perforazioni): "1802 + 01", "1802 + 02" e così via.

EASTMAN 5279 167 3301 122 KD
- Questi numeri sono costanti su tutto il lotto di pellicola e possono essere comuni a molti rulli. EASTMAN è il fabbricante, 5279 il tipo di emulsione. Il successivo 167 è il lotto di produzione, seguito da quattro cifre che identificano il rullo e la sua sezione (da un singolo rullo si ritagliano molte bobine). Le ultime tre cifre identificano la stampante del Keykode, seguite da un codice di due lettere dell'anno di produzione dell'emulsione, in questo caso KD=1997.